# Landgraf Motorsport
Landgraf Motorsport ist ein deutsches Motorsportteam mit Sitz in Gensingen. 2018 und 2022 nahm es am 24-Stunden-Rennen auf dem Nürburgring teil. Im Zeitraum 2022–2024 gelang in jeder Saison der Gewinn der Fahrerwertung der ADAC GT Masters. Aktuell ist das Team in der DTM aktiv.

## Motorsporthistorie

### 24-Stunden-Rennen auf dem Nürburgring
2018 startete Landgraf Motorsport erstmals beim 24-Stunden-Rennen auf dem Nürburgring. Dabei wurde in einem Mercedes-AMG GT3 der 10. Platz der Gesamtwertung in der Klasse SP9 erreicht.
 2022 ging man als Mercedes-AMG Team Landgraf erneut an den Start, konnte das Rennen jedoch nicht beenden.

### ADAC GT Masters
2021 debütierte Landgraf Motorsport mit einem  Mercedes-AMG GT3 Evo und der Teambezeichnung Mann-Filter Team Landgraf - HTP/WWR bei den ADAC GT Masters. Direkt im ersten Rennen gelang ein Sieg in  Oschersleben. Die Saison beendete das Team mit 149 Punkten auf dem 5. Platz.

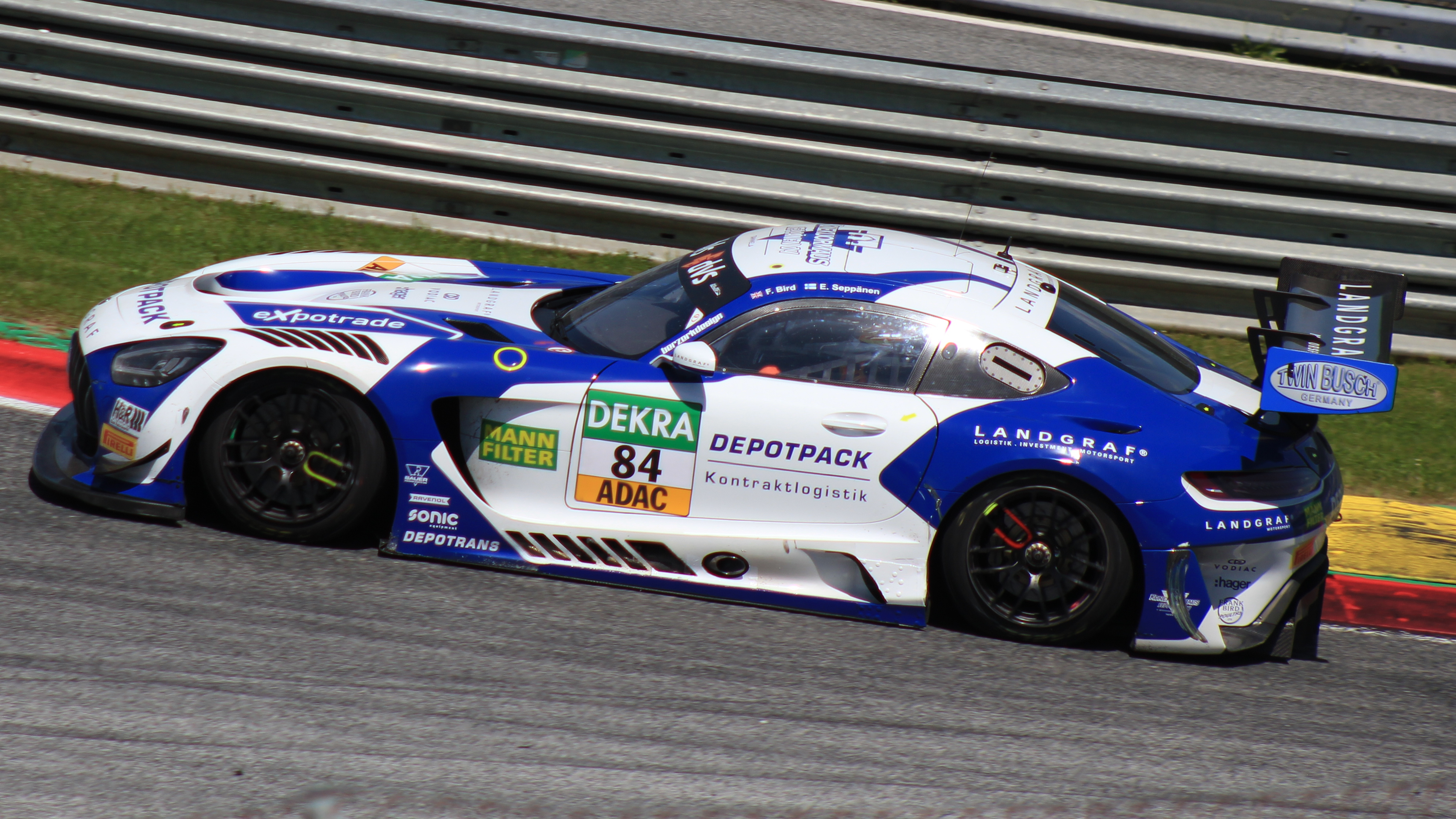
Mercedes AMG GT3 von Landgraf Motorsport im Rahmen der ADAC GT Masters 2022

Im  darauffolgenden Jahr gewann Raffaele Marciello mit 193 Punkten die Fahrerwertung. Das Team sicherte sich zudem mit 194 Punkten den 2. Platz der Teamwertung.
 2023 ging das Team Landgraf Motorsport mit den Fahrern Elias Seppänen und Salman Owega an den Start. Mit insgesamt 181 Punkten konnte erneut der 1. Platz der Fahrerwertung gewonnen werden. Das Team belegte in der Teamwertung mit 177 Punkten den zweiten Platz.
In der  Saison 2024 ging Elias Seppänen, zusammen mit Tom Kalender, erneut für Landgraf Motorsport an den Start. Mit 253 Punkten gelang der Sieg der Fahrerwertung, zudem wurde in der Teamwertung mit 231 Punkten der 3. Platz erreicht.

### FIA GT World Cup
Im Jahr 2023 gewann Raffaele Marciello in einem Mercedes AMG GT3 im Rahmen des Macau Grand Prix den FIA GT World Cup.

### DTM
2023 startete das Team Landgraf mit einem Mercedes AMG GT3, gefahren von Maro Engel und Jusuf Owega erstmals in der DTM. Am Ende landete das Team mit 131 Punkten auf dem 8. Platz.
In der Saison  2025 tritt das Team mit den Fahrern Lucas Auer und Tom Kalender erneut in der DTM an. Zudem wurde  Bernd Schneider als Berater engagiert.